# Accidente del C-130 Hercules de la Real Fuerza Aérea Marroquí
El accidente del C-130 Hercules de la Real Fuerza Aérea Marroquí fue un accidente aéreo que tuvo lugar a las 09:00 horas (UTC) del 26 de julio de 2011. El avión, un Lockheed C-130H Hercules de la Real Fuerza Aérea Marroquí, matriculado CNA-OQ y con número de serie 4892, había despegado del Aeropuerto de El Aaiún para cubrir la ruta Agadir-El Aaiún-Dajla, transportando militares destacados en el Sáhara Occidental con algunos familiares. La aeronave se estrelló en una zona montañosa próxima a la ciudad de Guelmin, situada en el Sáhara Occidental.
Fue el desastre aéreo más grave de 2011.

## Accidente
El accidente se produjo a las 9:00 UTC del 26 de julio de 2011, debido a una espesa niebla que cubría la zona; la aeronave se estrelló en la montaña de Sayyert, a unos 10 kilómetros al norte de la ciudad de Guelmin.

## Víctimas
En el accidente fallecieron un total de 80 personas: nueve tripulantes, sesenta soldados y once civiles. Las autoridades locales pudieron rescatar a 5 personas, aunque finalmente sólo llegarían dos con vida al hospital de Guelmin, falleciendo poco después.

## Reacciones
- Alemania: El gobierno alemán a través de su ministro de exteriores, Guido Westerwelle, trasladó su pésame y solidaridad con los familiares y allegados de las víctimas.[6]

- Autoridad Palestina: El presidente palestino, Mahmoud Abbas, se dirigió al monarca marroquí en su nombre y en el de todos los palestinos para expresar al gobierno y al pueblo marroquí hermano un pésame sincero y una compasión fraternal e imploró al Todopoderoso rodear a las víctimas de Su misericordia y de preservar al Soberano, así como al pueblo marroquí hermano.[7]

- España: El rey español, Juan Carlos I, llamó al monarca marroquí para trasladarle sus condolencias.[8] Por su parte, el presidente del Gobierno, José Luis Rodríguez Zapatero, expresó que en nombre del pueblo y del gobierno español sus sinceras condolencias y concluyó con que en estos momentos de profundo dolor para el pueblo de Marruecos, el Gobierno y el pueblo español se siente cercano a las familias de las víctimas trágicamente desaparecidas.[6]

- Francia: El gobierno francés a través del portavoz del ministro de exteriores, Bernard Valero, comunicó que habían sido informados con una gran emoción y mucha tristeza y que frente a esta tragedia, Francia dirige sus condolencias a las familias y a los allegados de las víctimas y expresa toda su simpatía a las autoridades y al pueblo marroquí.[6] El presidente galo, Nicolas Sarkozy, también expresó su muy profunda simpatía y la del pueblo francés y dio el pésame a los allegados de los fallecidos y a todo el pueblo marroquí.[9]

- Italia: El presidente italiano, Giorgio Napolitano, expresó su pésame en este momento tan doloroso, Italia, unida a Vuestro país con unos lazos de amistad muy sólidos.[10]

- Jordania: El monarca jordano, Abdalá II, aseguró que se enteró con inmensa tristeza y profunda aflicción e imploró al Todopoderoso de tener las víctimas en Su paraíso inmenso.[11]

- Kuwait: El emir de Kuwait, Sabah Al-Ahmad Al-Jaber Al-Sabah, mandó sus condolencias al monarca y a todo el pueblo de Marruecos y aseguró que habían recibido con una profunda aflicción la noticia del accidente del avión de las Fuerzas Armadas Reales, que causó varias víctimas.[12]

- Marruecos: El monarca, Mohamed VI, envió sus condolencias a las familias de los fallecidos y decretó tres días de luto nacional.[13]

- Reino Unido: El gobierno británico expresó su pésame para las familias y sus allegados, así como al pueblo marroquí.[14]

- Rusia: El presidente ruso, Dmitri Medvédev, envió un mensaje en el cual mostraba sus condolencias con una sincera compasión de la trágica noticia.[15]

- Senegal: El presidente senegalés, Abdoulaye Wade, envió un mensaje en el que subrayó su compasión y solidaridad hacia las familias de los fallecidos y hacia todo el pueblo marroquí en general.[16]

- Unión Europea: El presidente del Parlamento europeo, Jerzy Buzek, manifestó que en el nombre del Parlamento Europeo, quiero presentar mis sinceras condolencias al pueblo marroquí y a las familias de las víctimas del accidente del avión militar, sobrevenido en el sur de Marruecos y concluyó con nuestros pensamientos van hacia las y los que perdieron a un ser querido.[17] Por su parte, el presidente de la Comisión Europea, José Manuel Durão Barroso, envió un mensaje al rey marroquí en el que expresó sus más sinceras condolencias y su simpatía más profunda a las familias de las víctimas y a toda la sociedad marroquí.[18]